# Rinodina aspersa
Rinodina aspersa är en lavart som först beskrevs av William Borrer, och fick sitt nu gällande namn av J. R. Laundon. Rinodina aspersa ingår i släktet Rinodina och familjen Physciaceae.  Arten är reproducerande i Sverige. Inga underarter finns listade i Catalogue of Life.